# チャンギ・ポイント・フェリー・ターミナル

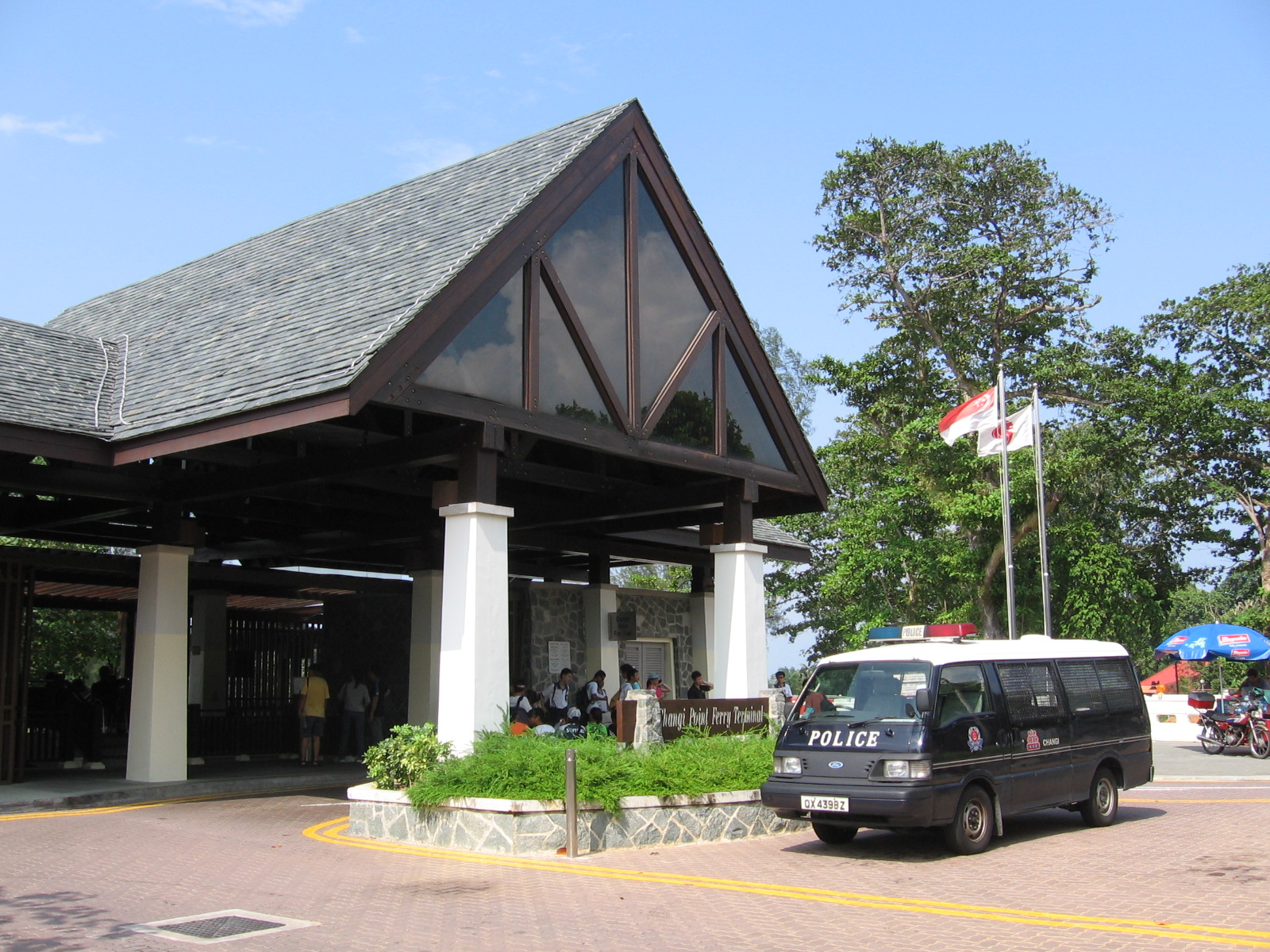
チャンギ・ポイント・フェリーターミナル入口

チャンギ・ポイント・フェリー・ターミナル（Changi Point Ferry Terminal）は、シンガポール東部のチャンギ・ビレッジにある旅客船ターミナルである。

## 概要
シンガポール郊外のチャンギ国際空港の北に位置し、セラングーン湾からチャンギ川に入った川岸にある。ターミナルが改築される前は、チャンギ・ポイント桟橋 (Changi Point Jetty)と呼ばれていた。ウビン島、マレーシアのジョホール州への旅客船が就航している。
旅客船と言っても個人経営のBumboatと呼ばれる12人乗りの非常に小さな船である。

## 施設

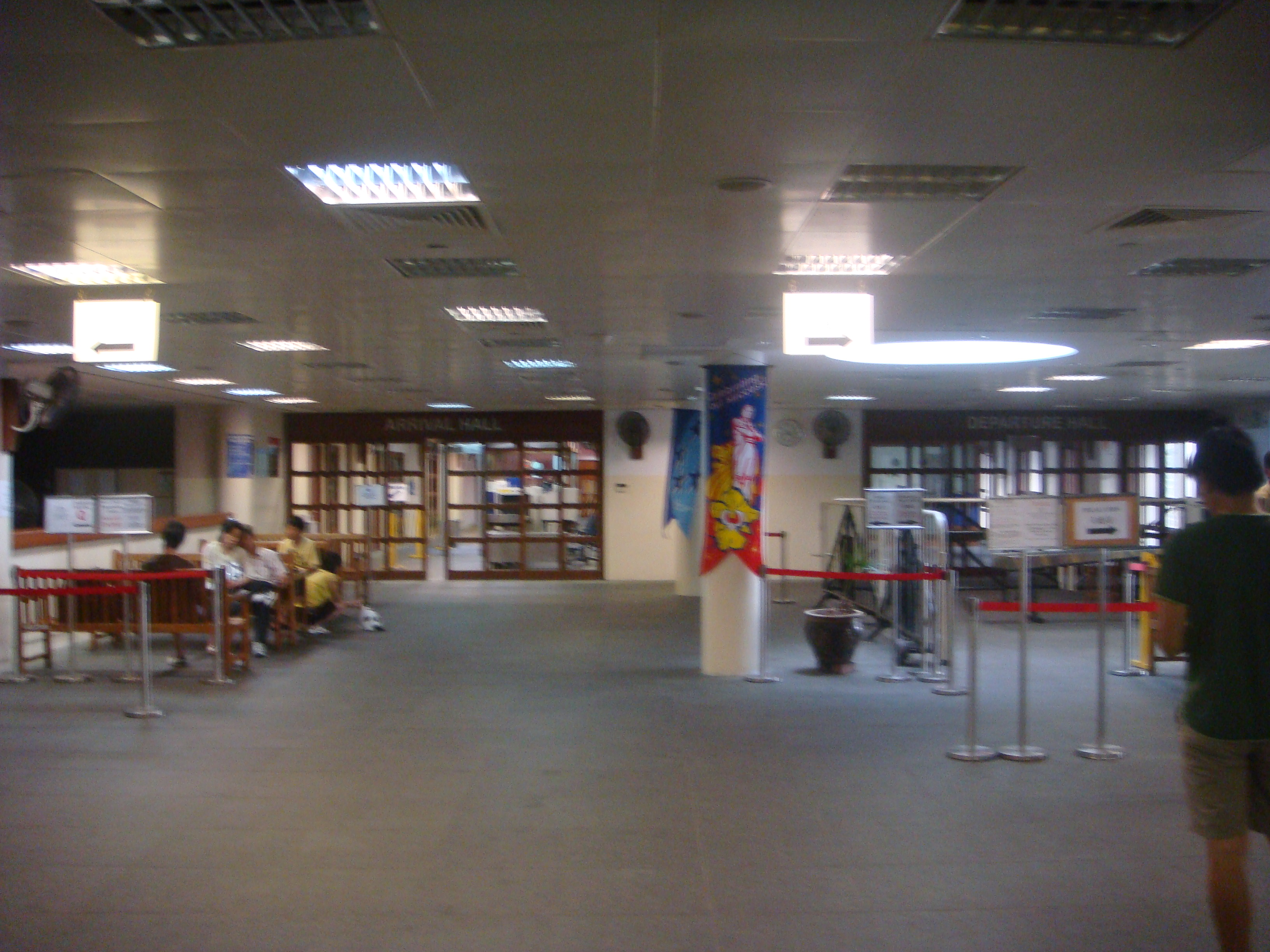
チャンギ・ポイント・フェリーターミナル内部

国際船ターミナルとはいっても、免税店はおろか売店すらない。
- ターミナル (地下1階)
  - 制限区域外

チェックイン・カウンター(国際船)、待合コーナー、飲料自動販売機
  - 制限区域内

(国際船) 税関、保安検査場、出入国審査場
施設の構造として、出国ホールと入国ホールが別になっているが、実際には入国ホールだけを使用している。保安検査は到着の場合のみ実施される。
(国内船) 保安検査場
保安検査は到着の場合のみ実施される。
- 桟橋 (制限区域内)

## 定期航路

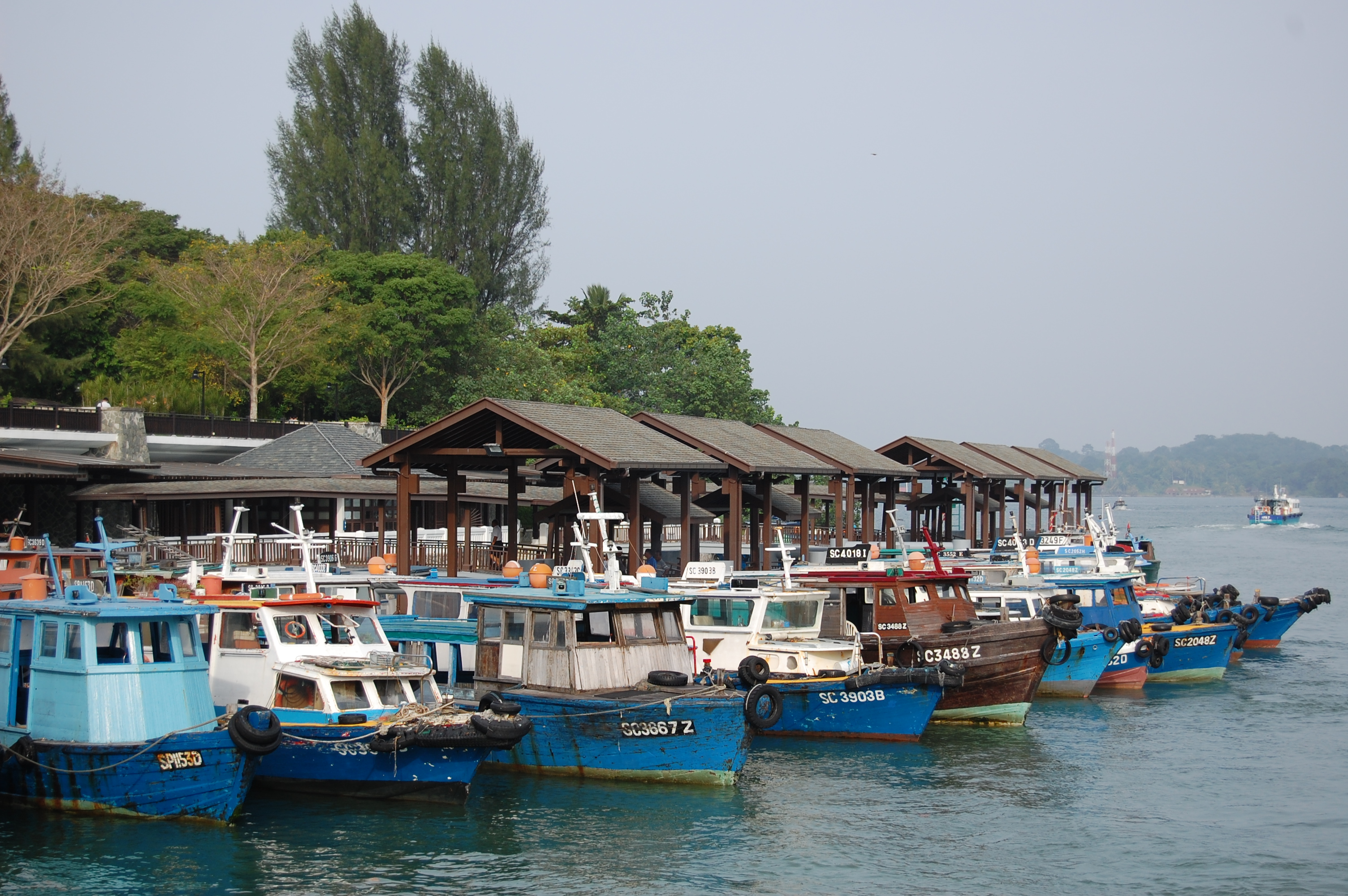
チャンギ川から見た桟橋とBumboat

当ターミナルから出航する便に時刻表はなく、船の定員の乗客が集まると随時出航する。
定員分の運賃を支払えば、定員に満たなくとも出航してくれる。
- ウビン島

個人経営の小型船。 - 24時間就航。所要約10分。
- 乗船方法

1. 乗客が12名揃うまで桟橋入口横の待合コーナーで待つ。
2. 乗客が12名揃うと出発の案内があり、船頭の誘導で桟橋から乗船する。
3. 船内で、船頭に運賃を支払う。(乗船券などは無い。)

もし前の出航から長時間経過している場合で乗客が12名揃わない場合、集まっている乗客で12名分の運賃の均等割りでの出航の相談を持ちかけられる場合がある。この場合、待っている乗客全員の合意があれば、定員以下でも出航する。
- タンジュン・プングリ (マレーシア ジョホール州 プングラン)

個人経営の小型船。 - 7時00分～16時00分の間就航。所要約50分。
- 乗船方法

1. チェックイン・カウンターにパスポートを提出する。
2. 乗客が12名揃うまでカウンター横の待合コーナーで待つ。
3. 乗客が12名揃うと出発の案内がありパスポートが返却される。
4. 船頭の誘導で出国審査を受けた後、桟橋から乗船する。
5. 船内で船頭に運賃を支払う。(乗船券などは無い。)
6. 船頭からマレーシアの入出国カードが配られる。

もし前の出航から長時間経過している場合で乗客が12名揃わない場合、集まっている乗客で12名分の運賃の均等割りでの出航の相談を持ちかけられる場合がある。この場合、待っている乗客全員の合意があれば、定員以下でも出航する。

## 交通アクセス
- チャンギ・ビレッジ・バス・ターミナル

MRT東西線タナ・メラ駅から、バス(SBSトランジット2系統)で約30分。
- タクシー

チャンギ国際空港から約15分
シンガポール中心部から約50分 (パン・アイランド・エクスプレスウェイ経由)

## その他
- 似た名前のチャンギ・フェリー・ターミナルがある。

チャンギ国際空港の東側に位置し、チャンギ・ポイント・フェリー・ターミナルから南東へ約5kmほど離れている。

## 周辺
- チャンギ・ビレッジ・バス・ターミナル
- チャンギ・ビーチ公園
- チャンギ・ビレッジ・ホテル
- チャンギ・セーリング・クラブ
- チャンギ・ゴルフ・クラブ
- チャンギ国際空港